# Manifestations de 2013-2014 au Cambodge
Des manifestations anti-gouvernementales (khmer : បាតុកម្មប្រឆាំងរាជរដ្ឋាភិបាល) ont eu lieu au Cambodge entre juillet 2013 et juillet 2014.
D’après Surya Subedi, rapporteur auprès du commissaire des Nations unies aux droits de l'homme, les troubles seraient essentiellement dus à la perception d’un manque d’indépendance des organismes chargés de gérer les litiges avec les administrations.

## Contexte
Les élections législatives de juillet 2013 se déroulent dans ce que Surya Subedi qualifie de largely peaceful manner (« manière généralement pacifique »), mais ont été entachées par des accusations de fraudes confirmées par plusieurs organismes qui ont supervisé le scrutin,. Ces groupes reconnaissent toutefois qu’il est malaisé de juger de l’ampleur de ces irrégularités vu la difficulté à obtenir des autorités des chiffres officiels sur certaines données telles le nombre d’inscrits par bureau, de votants, de bulletins invalidés … Le PSNC, principale formation d'opposition battue par le parti au pouvoir, décide de ne pas siéger à l’Assemblée tant que ces griefs n’auront pas fait l’objet d’enquêtes « fiables et indépendantes ».
Comme prévu par la constitution, le Comité national des élections étudie les plaintes, mais les rejette. S’il admet que certaines d’entre elles sont fondées, il conclut qu’aucune n’est de nature à remettre en cause le résultat des élections. La décision est confirmée en appel par le conseil constitutionnel.

## Manifestations
Toujours d’après Surya Subedi, la majeure partie des manifestations qui vont suivre sont disciplinées et pacifiques. Elles sont autorisées par les autorités et la police règle la circulation afin qu’elles se déroulent sans encombre. Mais dans le même temps, les cortèges sont circonscrits par des barrières surmontées de fils de fer barbelés et encadrés par des forces de l’ordre armées.
Toutefois, des actes de violence sont à déplorer en plusieurs occasions, auxquels la police apporte une réponse jugée disproportionnée par les organisations de défense des droits de l’homme. Ce sera notamment le cas le 15 septembre sur le site de Kbal Thnai Skybridge, où les forces de l’ordre répliquent en ouvrant le feu sur la foule, tuant Mao Sok Chan dont le seul tort semble avoir été de passer sur les lieux au moment des incidents et blessant gravement au moins 9 personnes. Un nouveau fait est reporté le 22 septembre, quand les autorités s’en prennent à des journalistes qui couvrent une petite manifestation, puis un autre le 12 novembre, qui fait un nouveau mort parmi la population.
Le 22 octobre 2013, le gouvernement annonce l’organisation dans le courant de 2014 d'un groupe de travail géré par le ministère de l’intérieur, chargé de rassembler des informations et suggestions auprès des députés, partis, membres de la société civile et autres personnes intéressées, en vue de mettre en œuvre une nouvelle loi électorale, mais les manifestations continuent.
Le nombre et l’ampleur de ces manifestations va croissant à mesure que le temps passe. De mensuelle, leur fréquence passe à hebdomadaire, puis quotidienne en décembre quand l’opposition réclame le départ du Premier ministre. Dans le même temps, au ministère de l’Emploi et de la Formation professionnelle, les négociations sur une réévaluation du salaire minimum débouche le 23 décembre sur une impasse. Aux manifestations jusque-là motivées par des revendications politiques va se joindre des réclamations syndicales et ce sont plusieurs dizaines de milliers de personnes qui défilent maintenant dans la rue.
La tension montera d’un cran le 2 janvier 2014, quand des gardes militaires postés devant l’usine Yakjiin chargent des manifestants qui les avaient pris à partie et font usage de leurs matraques électriques, barre de fer et autres armes contondantes, procédant à 15 arrestations. 10 d’entre eux, dont certains sont gravement blessés, sont placés au secret dans une prison de la province de Kompong Cham pendant plusieurs jours puis inculpés pour violence préméditée et destruction de propriété. Le lendemain, dans une zone industrielle, la police militaire ouvre le feu sur des manifestants, faisant 4 morts et plusieurs blessés. Au moins 13 personnes, dont un mineur, sont arrêtés et eux aussi inculpés de violences avec préméditations et destruction de propriété.
Le 4 janvier, les forces de l’ordre dispersent les manifestants et les badauds d’une place du centre de Phnom Penh appelée « Place de la démocratie » par l'opposition et où ils ont l’habitude de se rassembler. Le même jour, un communiqué conjoint de la mairie de Phnom Penh, du ministère de l’Intérieur (en) ainsi que de celui des Affaires étrangères et de la Coopération internationale (en) interdit toute manifestation dans la capitale jusqu’à ce que l’ordre public soit rétabli.
À la fin du mois, la crise aborde un nouveau volet avec l'organisation d'une manifestation pour obtenir que Mam Sonando (en), propriétaire d’une radio régulièrement suspendue à cause de ses propos critiques envers le gouvernement, puisse bénéficier d’une fréquence pour lancer sa propre chaîne de télévision. Le rassemblement est durement réprimé par les forces de l’ordre et fait une dizaine de blessés parmi les manifestants.
La députée Mu Sochua (PSNC) tente quotidiennement de se rendre sur la « Place de la démocratie » bouclée par les forces de l'ordre et s’en fait irrémédiablement refoulée. Le 15 juillet 2014, elle est accompagnée d’autres parlementaires et d’une centaine de partisans, réclamant la réouverture de la place. Les gardes répliquent avec violence pour disperser la foule, mais dans la cohue, certains d’entre eux se retrouvent isolés et sont à leur tour pris à partie par les manifestants. Quelques-uns sont gravement blessés dans ces échauffourées. En outre, Mu Sochua et cinq autres parlementaires sont également arrêtés.
Dans le même temps, alors que des saccages de commerces vietnamiens avaient déjà régulièrement émaillé les manifestations depuis leurs débuts, le ressentiment va se trouver exacerbé par une communication de la représentation diplomatique de Hanoï à Phnom Penh qui aurait affirmé que l’ancienne colonie française de la Cochinchine – appelée Kampuchéa Krom par les Khmers – est partie intégrante de son territoire depuis des lustres. Des protestations s’élèvent exigeant des excuses du gouvernement vietnamien et la reconnaissance que ces terres ont autrefois appartenu au royaume khmer. L’ambassade refuse de s’excuser et demande au Cambodge de reconnaître la souveraineté vietnamienne. Des manifestations s'ensuivent, conduites par des Khmers Krom et des bonzes, au cours desquelles un drapeau vietnamien est brûlé. Les protestataires sont dispersés par les forces de l'ordre, faisant, d'après les manifestants, dix blessés. Durant la visite de Heng Samrin, président de l’Assemblée nationale, à Hanoï, le premier ministre Nguyễn Tấn Dũng appelait le Cambodge à prendre des mesures contre les extrémistes qui avaient brûlé le drapeau de son pays, mais la requête sera rejetée.

## Résolution de la crise
Le 19 juillet, Sam Rainsy rentre d’un voyage d’un mois en Europe et fait part de son intention de rencontrer le Premier ministre Hun Sen. L’entrevue a lieu le 22 du même mois dans l'enceinte du Sénat et débouche sur un accord qui prévoit le partage des responsabilités à l’Assemblée nationale. Le poste de premier vice-président revient à un membre du PSNC qui de plus dirigera 5 des 10 commissions parlementaires, dont celle nouvellement créée de lutte contre la corruption. En outre, un comité dont les membres doivent être élus à la proportionnelle par l’assemblée nationale, est chargé d’élaborer une nouvelle loi électorale, alors que le manifestant et les sept députés du PSNC arrêtés en marge des événements du 15 juillet sont relâchés. Enfin, Sam Rainsy, qui n’avait pu se présenter aux élections , est autorisé à récupérer le siège d’un des députés de son parti pour pouvoir siéger au parlement.